# 梵剧
梵剧是古印度梵语时代的主要剧种，其主要语言就是梵语。梵剧的主要内容大多是对神话故事的描述，比如魔鬼为人类带来灾难，天神战胜魔鬼从而拯救凡间。甚至有天神与魔鬼谈判的内容。但梵剧也有以凡界故事为主题的剧目。根据《舞论》中的记载，古印度人相信曾经有一个美好的时代，称为黄金时代，而后则到了白银时代。由于白银时代的凡间疾苦，所以人向神明祈求精神上的快乐。神明便创造了戏剧，并由神的使者将其带到凡间。但是由于戏剧一般以神明打败魔鬼为题材，所以魔鬼心生不满，屡屡干扰排练和演出，所以神明又赐予了人舞台来保护表演者和观众不被魔鬼干扰。